# 震動性世紀
是2011年的浪漫喜劇傳記電影，坦雅·薇克絲樂執導，休·丹希、瑪姬·葛倫霍飾演男女主角，喬納森·普賴斯、費莉絲蒂·瓊斯和魯伯特·艾瑞特飾演關鍵配角。電影以維多利亞時代為背景，描述當時醫學對歇斯底里症的治療催生按摩棒的過程。

## 故事大綱
故事背景為1880年底，約瑟夫·莫蒂默·格蘭維爾是位年輕醫師，由於他堅持現代醫學理論和技術，並就此向院長爭論，導致他被解雇且難以求職。之後他找了一份協助戴林普爾醫師的工作，戴林普爾醫師的專長是治療「歇斯底里症」，這種病症的治療在當時頗為流行，當時有不少像戴林普爾醫師的醫療從業人員試圖透過按摩外陰部來控制歇斯底里症，並認為歇斯底里症的起因是子宮異常興奮。在治療時，女性的下體會被罩在布簾內，醫師以手部按摩引發「陣發性抽搐」，但並未意識到這實為女性的性高潮。此外，格蘭維爾還結識了戴林普爾醫師的女兒艾米莉和她姐姐夏洛特。夏洛特是前現代女權主義者，在倫敦貧民區經營睦鄰中心。
格蘭維爾迅速地在治療歇斯底里症方面一展長才，戴林普爾醫師建議他和艾米莉結婚並繼承事業。某日夏洛特帶朋友芬妮回家，芬妮的腳踝骨折，在格蘭維爾協助治療後，戴林普爾醫師禁止格蘭維爾再提供夏洛特協助，並勸她遠離龍蛇雜處的貧民窟。日益增加的客戶導致格蘭維爾的手部肌肉無法負荷，最終導致他被開除，好在他的朋友艾德蒙·史密斯爵士發明一種電動羽毛撢子，格蘭維爾見到後靈光乍現，認為可以改造成電動按摩器。在成功將其用於戴林普爾家的女僕茉莉後，他說服戴林普爾醫師將之用於治療，並獲得巨大成功。格蘭維爾和艾米莉訂下婚約，夏洛特則努力經營睦鄰中心。
在訂婚派對上，夏洛特得知父親擅自關閉睦鄰中心，並因為保護芬妮而遭到警方逮捕。戴林普爾建議格蘭維爾作證她罹患歇斯底里症，藉此讓她不被送到監獄，在開庭時，檢察官建議夏洛特被送往療養院並強制接受子宮切除術，但格蘭維爾聲稱歇斯底里不是精神疾病，只是未受平等對待的女性的正常反應，他也表示夏洛特非常慷慨且富有愛心，並建請法官破除陳規。法官同意此論點，判夏洛特因襲警而入獄三十日。
受到夏洛特啟示，艾米莉意識自己過去都是遵照父親指示而活，便和格蘭維爾解除婚約。電動按摩器成為正式的醫療設備，大幅降低治療時間，並廣受病患讚譽，大量專利費為格蘭維爾帶來滾滾財富，之後格蘭維爾在夏洛特的睦鄰中心旁建了診所，而他也向夏洛特求婚，並獲得她的應允。
電影片尾展示了自1880年起，至1990年代的各式電動按摩棒。

## 演員
- 休·丹希飾演約瑟夫·莫蒂默·格蘭維爾（英语：Joseph Mortimer Granville）醫師
- 瑪姬·葛倫霍飾演夏洛特·戴林普爾
- 喬納森·普賴斯飾演羅伯特·戴林普爾醫師
- 費莉絲蒂·瓊斯飾演艾米莉·戴林普爾
- 魯伯特·艾瑞特飾演艾德蒙·聖約翰-史密斯爵士
- 艾希莉·簡森（英语：Ashley Jensen）飾演芬妮
- 謝麗丹·史密斯（英语：Sheridan Smith）飾演茉莉
- 潔瑪·瓊斯（英语：Gemma Jones）飾演聖約翰史密斯夫人
- 馬爾科姆·雷尼（英语：Malcolm Rennie）飾演飾演聖約翰史密斯爵士
- 吉姆·克里斯威爾（英语：Kim Criswell）飾演凱絲特拉蕾夫人
- 喬治·格倫（英语：Georgie Glen）飾演帕爾森夫人
- 伊莉莎白·喬安娜絲圖特飾演皮爾斯夫人

## 評價
電影獲得的評價褒貶不一，在Metacritic上基於33則評論，於滿分100分裡獲得53分，在爛番茄上基於118則評論，獲得58%的好評，綜合評論指出，《震動性世紀》的主題很有趣，但含糊、閃爍又諷刺的語氣對電影無益。

## 外部連結
- 官方网站
- 互联网电影数据库（IMDb）上《Hysteria》的资料（英文）
- 爛番茄上《Hysteria》的資料（英文）
- Box Office Mojo上《Hysteria》的資料（英文）